# 掛木古墳
掛木古墳（かけぎこふん）は、長崎県壱岐市勝本町布気触にある古墳。形状は円墳。壱岐古墳群（国の史跡）を構成する古墳の1つ。家形石棺は壱岐市指定有形文化財に指定されている。

## 概要
| 古墳名     | 形状       | 規模       | 築造時期  |
| ---------- | ---------- | ---------- | --------- |
| 対馬塚古墳 | 前方後円墳 | 墳丘長63m  | 6c後半    |
| 双六古墳   | 前方後円墳 | 墳丘長91m  | 6c後半    |
| 笹塚古墳   | 円墳       | 直径66m    | 6c後半-末 |
| 兵瀬古墳   | 円墳       | 直径54m    | 6c後半-末 |
| 掛木古墳   | 円墳       | 直径28-30m | 6c後半-末 |
| 鬼の窟古墳 | 円墳       | 直径45m    | 6c後半-末 |

壱岐島中央部の丘陵平坦面縁辺部（標高101メートル）に築造された大型円墳である。1989年度（平成元年度）に墳丘測量・石室実測・石室内一部発掘調査が実施されている。
墳丘の周囲は大きく削平され、現在は南北22.5メートル・東西18メートル・高さ6.8メートルを測るが、元の墳形は円形で、直径28-30m程度と推定される。埋葬施設は両袖式の横穴式石室で、南南西方向に開口する。玄室・中室・前室・羨道からなる3室構造で、石室全長13.6メートルを測る大型石室であり、石室の石材には玄武岩の巨石が使用される。石室の玄室内には、壱岐島では唯一となる凝灰岩製刳抜式家形石棺を据える。石室内の部分発掘調査では、副葬品として銅鏡片・金環・鉄製品・須恵器・土師器が検出されている。築造時期は、古墳時代後期の6世紀末頃と推定され、7世紀中頃までの追葬が想定される。
古墳域は2009年（平成21年）に国の史跡に指定され（史跡「壱岐古墳群」のうち）、家形石棺は勝本町指定有形文化財（現在は壱岐市指定有形文化財）に指定されている。現在は史跡整備のうえで公開されている。

## 遺跡歴
- 文久元年（1861年）完成の『壱岐名勝図誌』に記載（当時には開口）。
- 1989年度（平成元年度）、県内古墳詳細分布調査に伴う墳丘測量・石室実測・石室内一部発掘調査（長崎県教育委員会、1992年に報告）[1]。
- 2009年（平成21年）2月12日、国の史跡に指定（史跡「壱岐古墳群」のうち）。

## 埋葬施設

石室俯瞰図

石室展開図

埋葬施設としては両袖式横穴式石室が構築されており、南南西方向に開口する。玄室・中室・前室・羨道からなる3室構造の石室である。石室の規模は次の通り。
- 石室全長：13.6メートル
- 玄室：長さ3メートル、幅2.6メートル、
- 中室：長さ3メートル、幅2.6メートル、高さ1.5メートル
- 前室：長さ3.2メートル、幅1.8メートル、高さ1.7メートル

石室の石材には玄武岩の自然石の巨石が使用される。玄室の平面形は正方形に近いややいびつな長方形、中室・前室は長方形である。玄室は奥壁・腰石に巨石を据え、若干持ち送り気味に積み、天井石との隙間に板状の石を詰める。天井石は1枚。中室・前室は巨石の腰石の上に羨門側から天井石を重ねながら積み、袖石と天井石の隙間に礫を詰める。玄室入り口・前室入り口には框石を置く。前室前面の東側には大石を据えて短い羨道を形成するが、西側の石は日露戦争の戦没者墓石として使用するために失われている（現在は復元）。
玄室内には奥壁に接する形で地元産の凝灰岩製刳抜式家形石棺を据える。現在は蓋石の半分以上を欠失し、棺身の西側小口に立て掛けられる。底厚の石棺で、外法は長さ1.90メートル・幅0.95メートル・高さ0.70メートル、内法は長さ1.50メートル・幅0.46メートル・高さ0.30メートル、蓋石は屋根形で残存長0.87メートル・幅0.94メートル・高さ0.39メートル・内側刳抜10センチメートルを測る。この石棺は、江戸時代の『壱岐名勝図誌』にも石櫃として描かれている。
石室内からは、1989年度（平成元年度）の部分発掘調査の際に銅鏡片（仿製獣帯鏡）・金環・鉄釘・馬具（轡）・須恵器（坏蓋・坏身・器台）・土師器（坏：畿内系土師器か）が検出されている。鉄釘の出土は木棺の使用を示唆する。また後世の遺物として、13世紀後半-14前半代の青磁片や近世陶磁器・寛永通宝などがある。

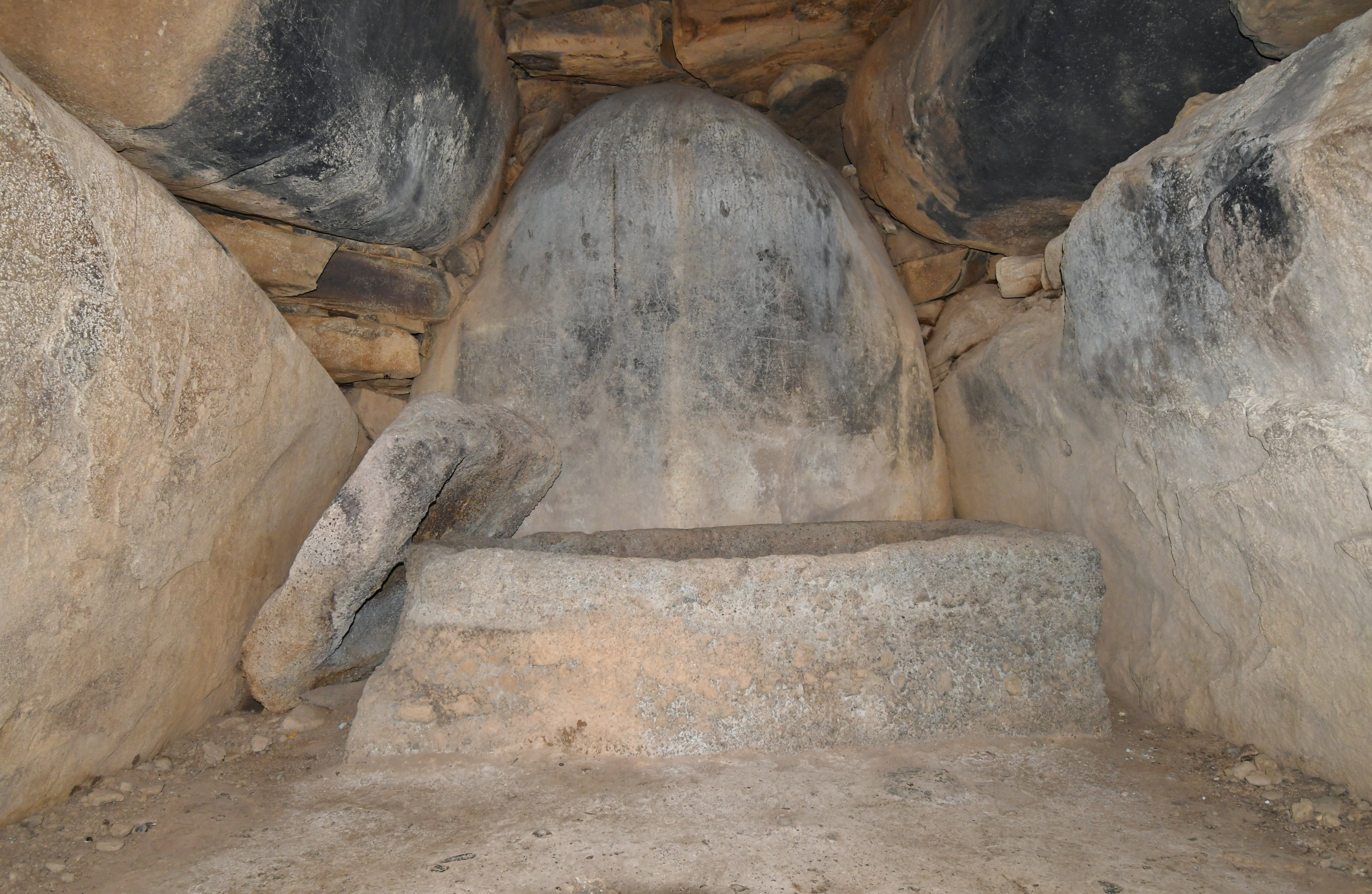
玄室（奥壁方向）
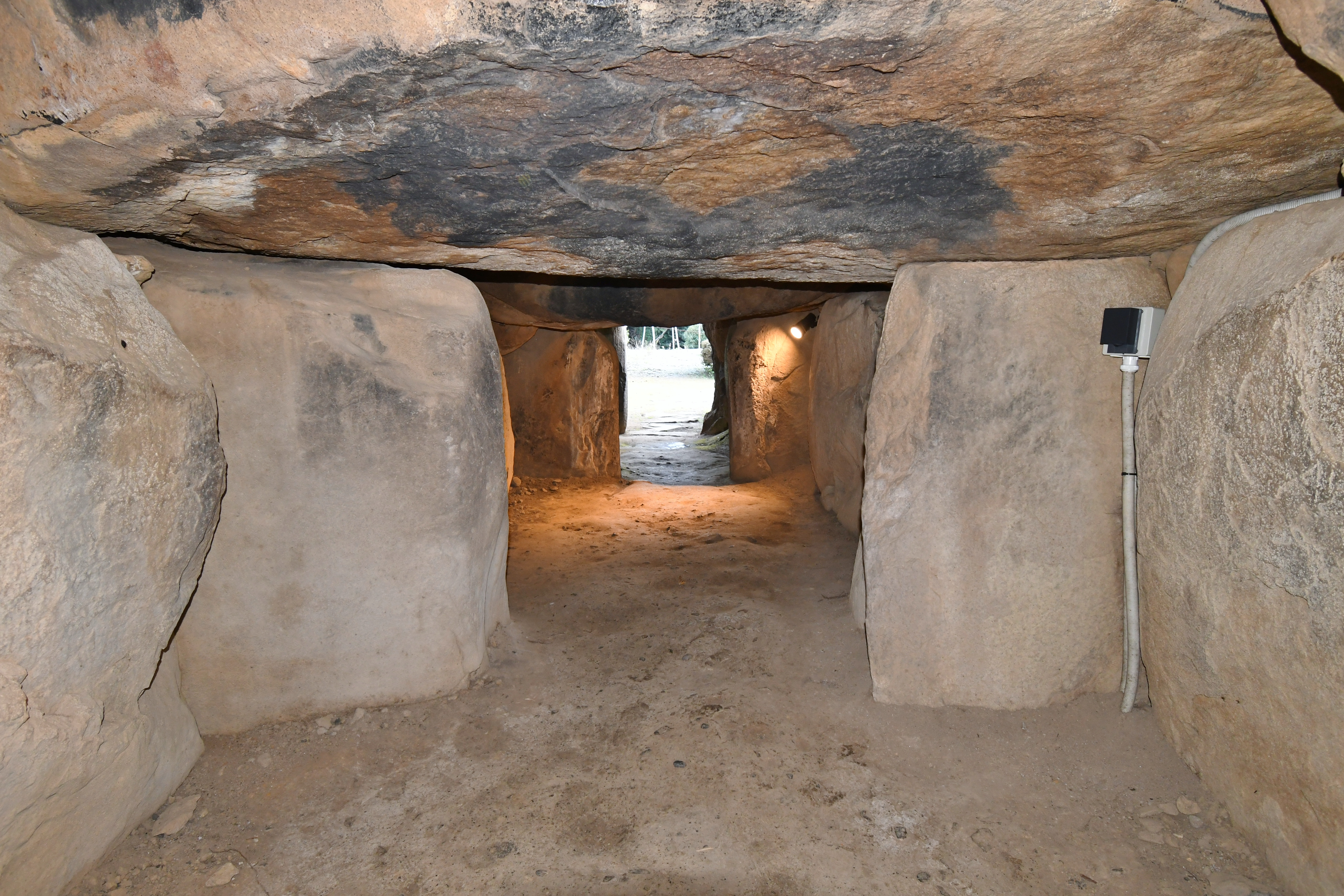
玄室（開口部方向）
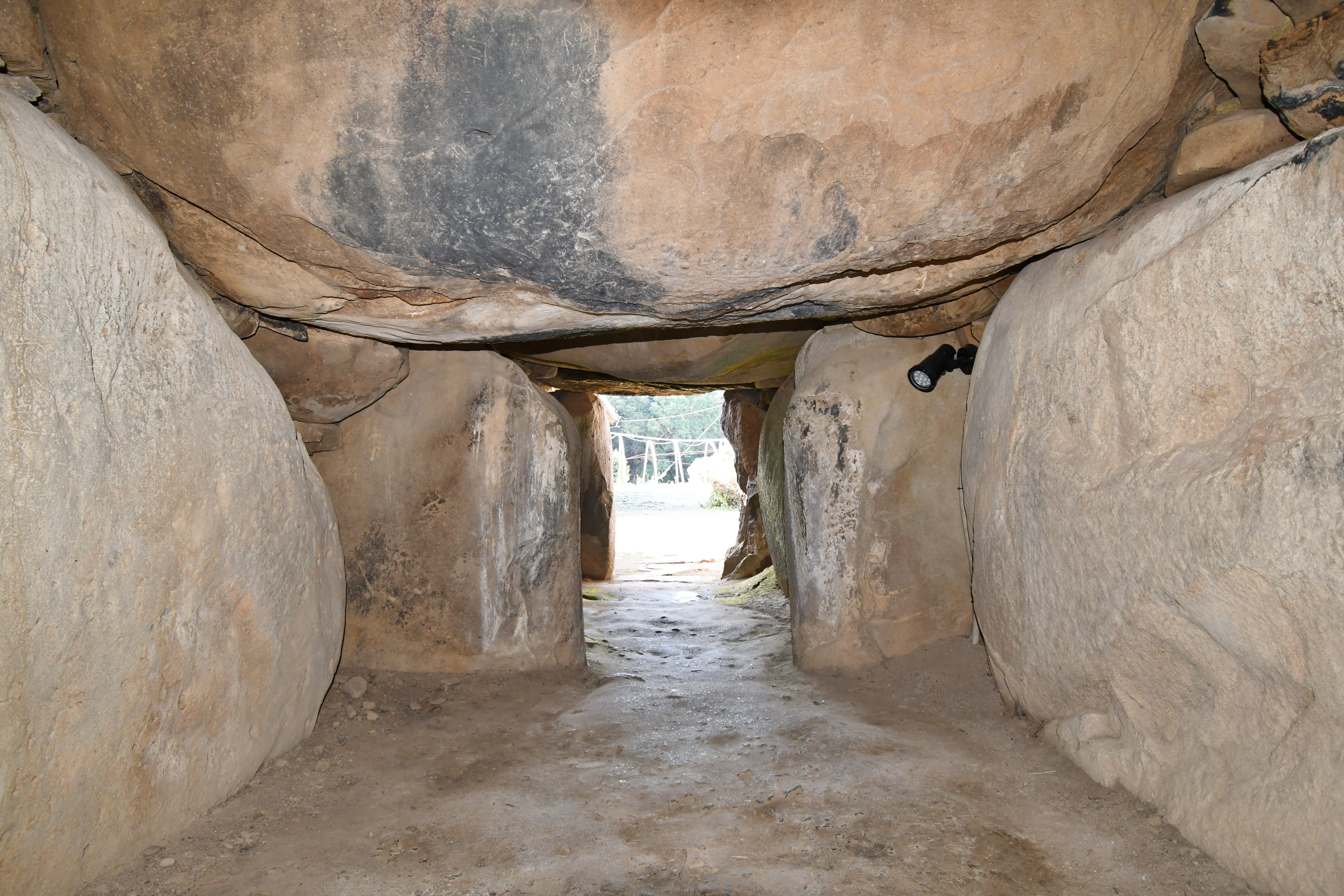
中室（開口部方向）
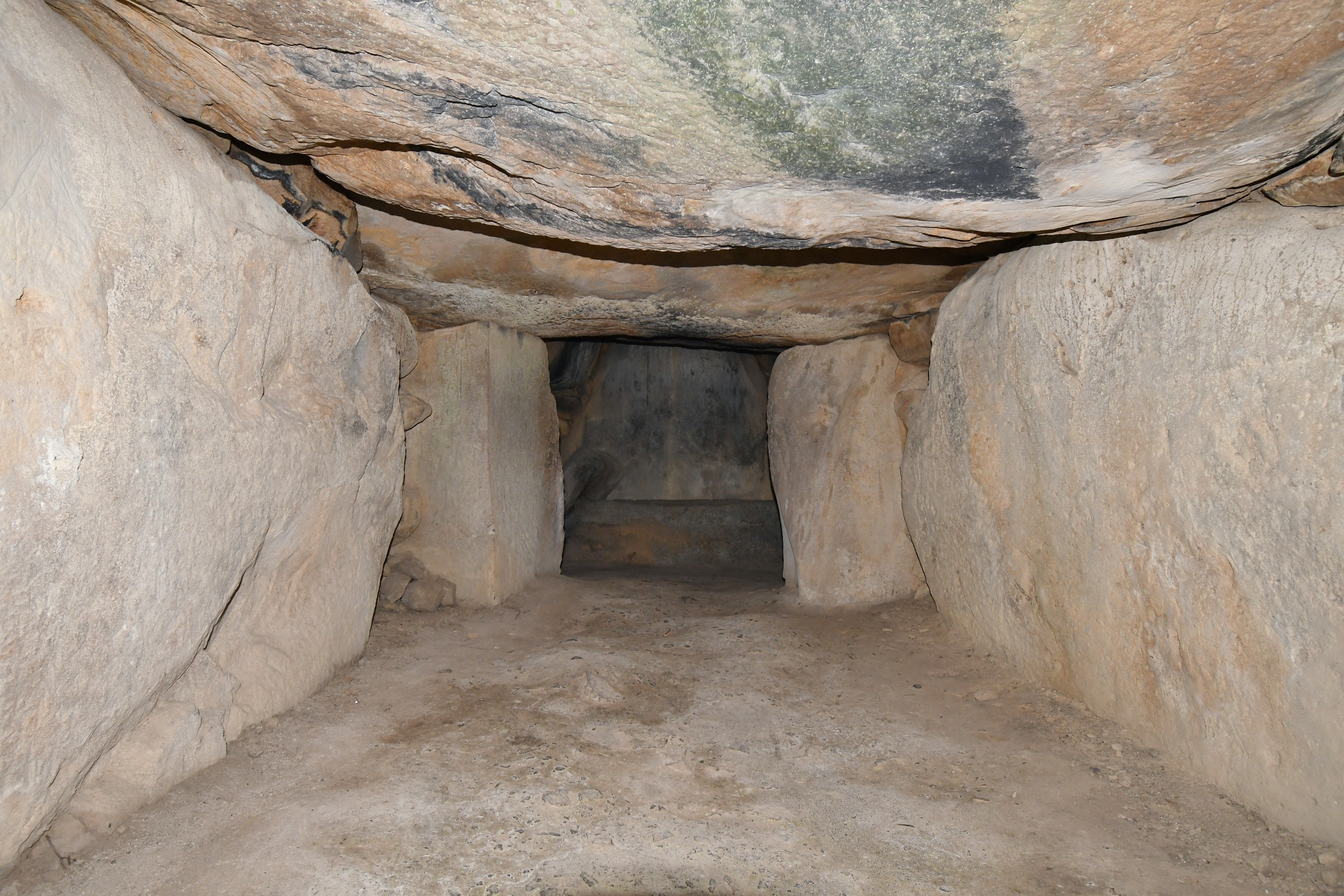
中室（玄室方向）
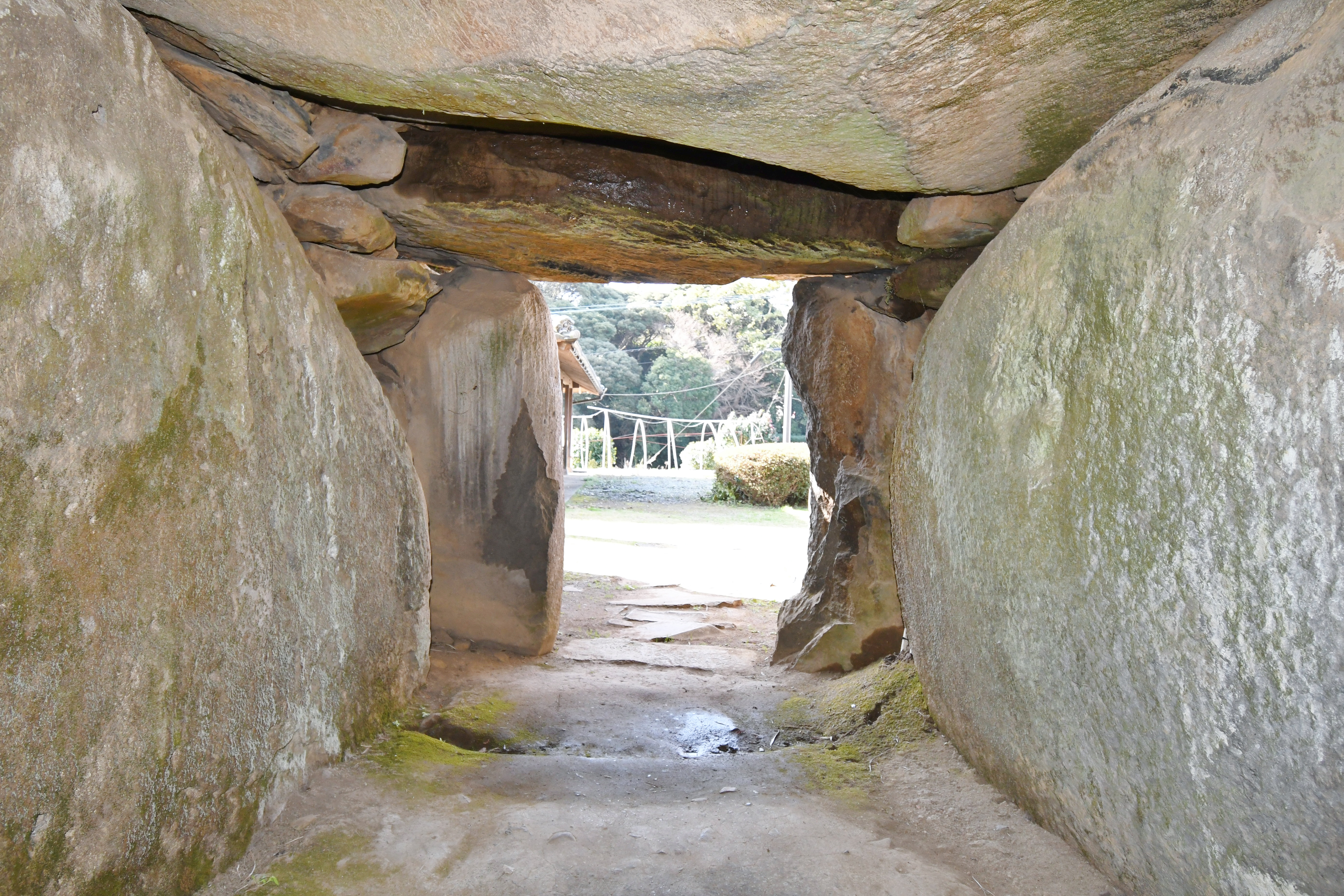
前室（開口部方向）
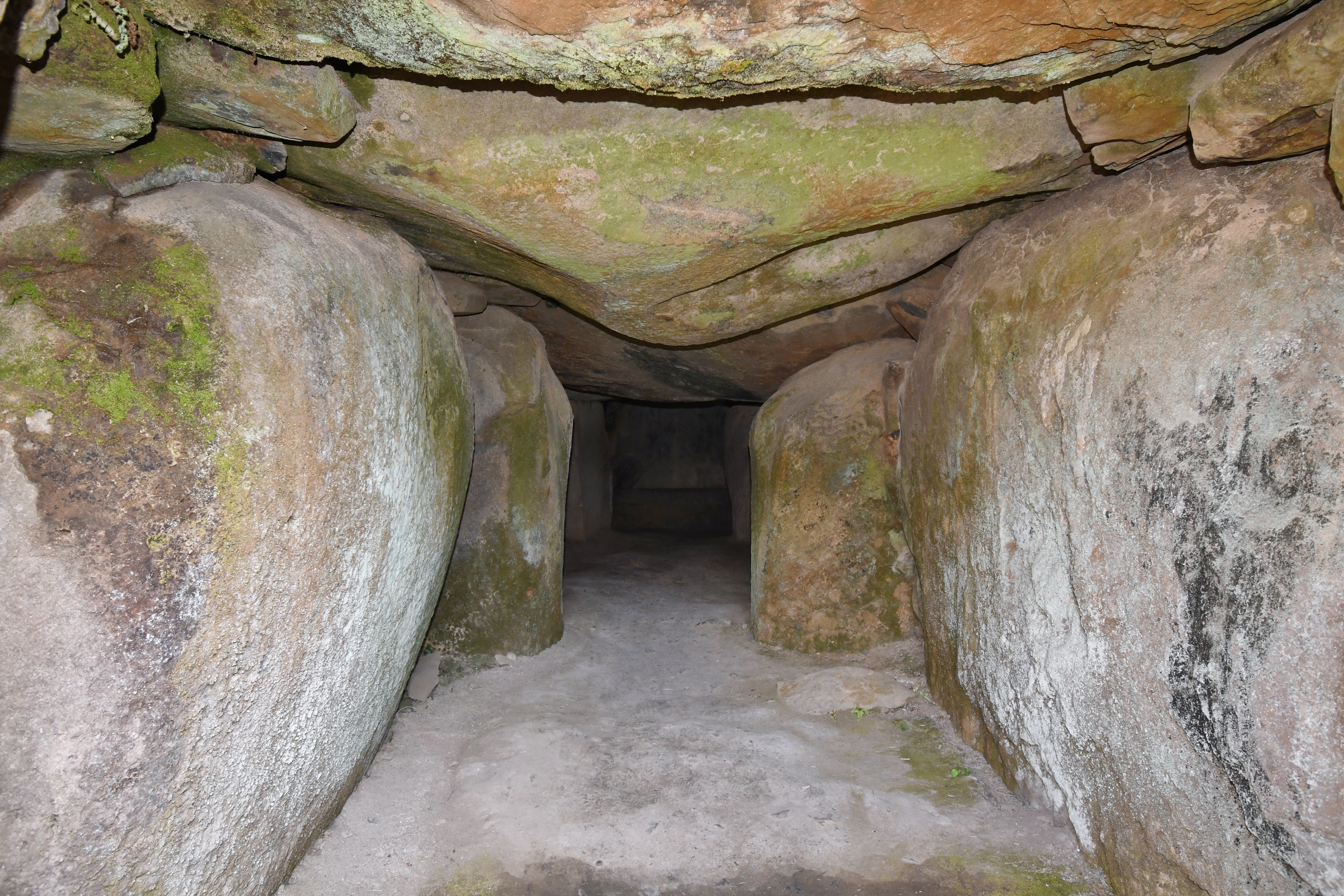
前室（玄室方向）
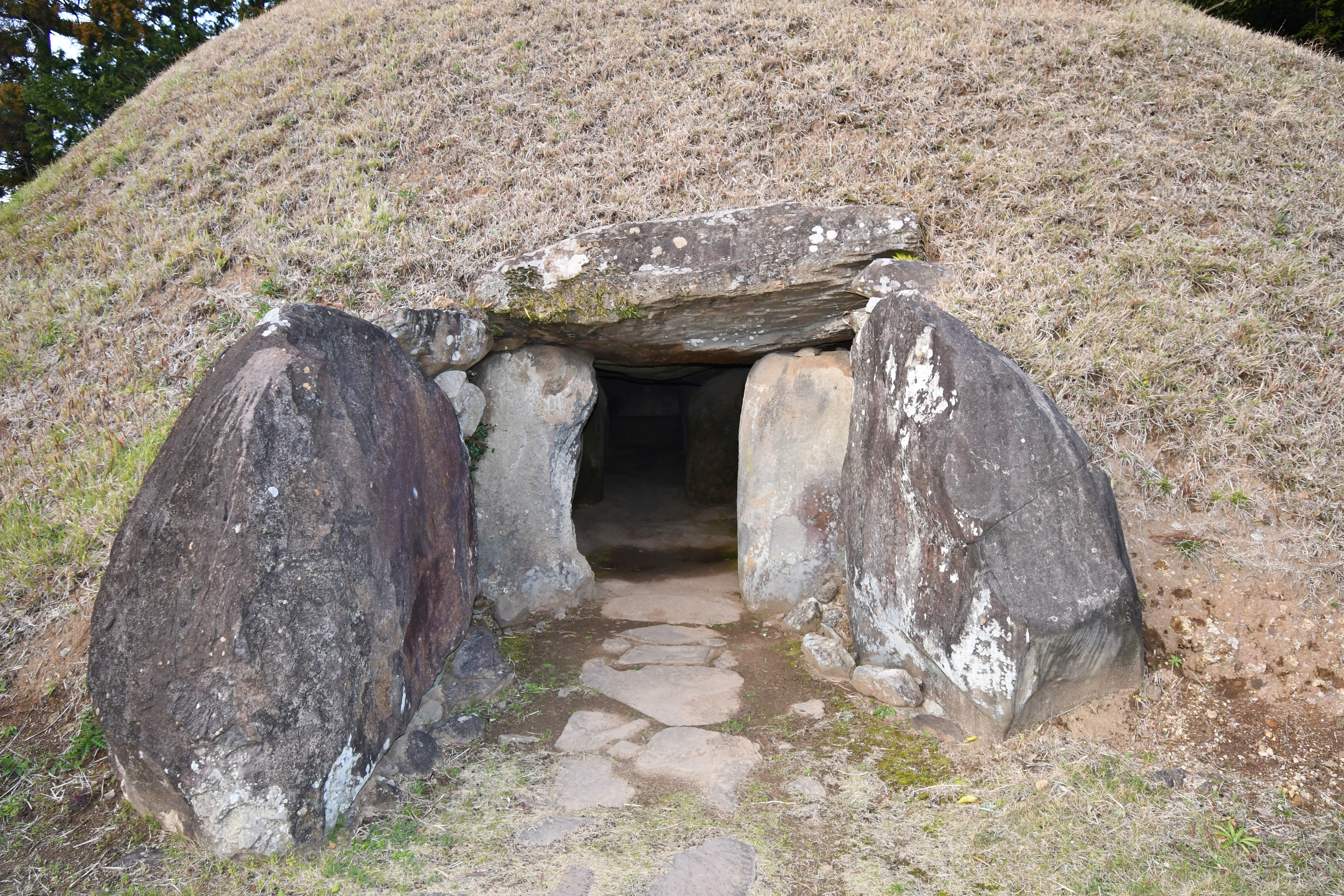
羨道（玄室方向）
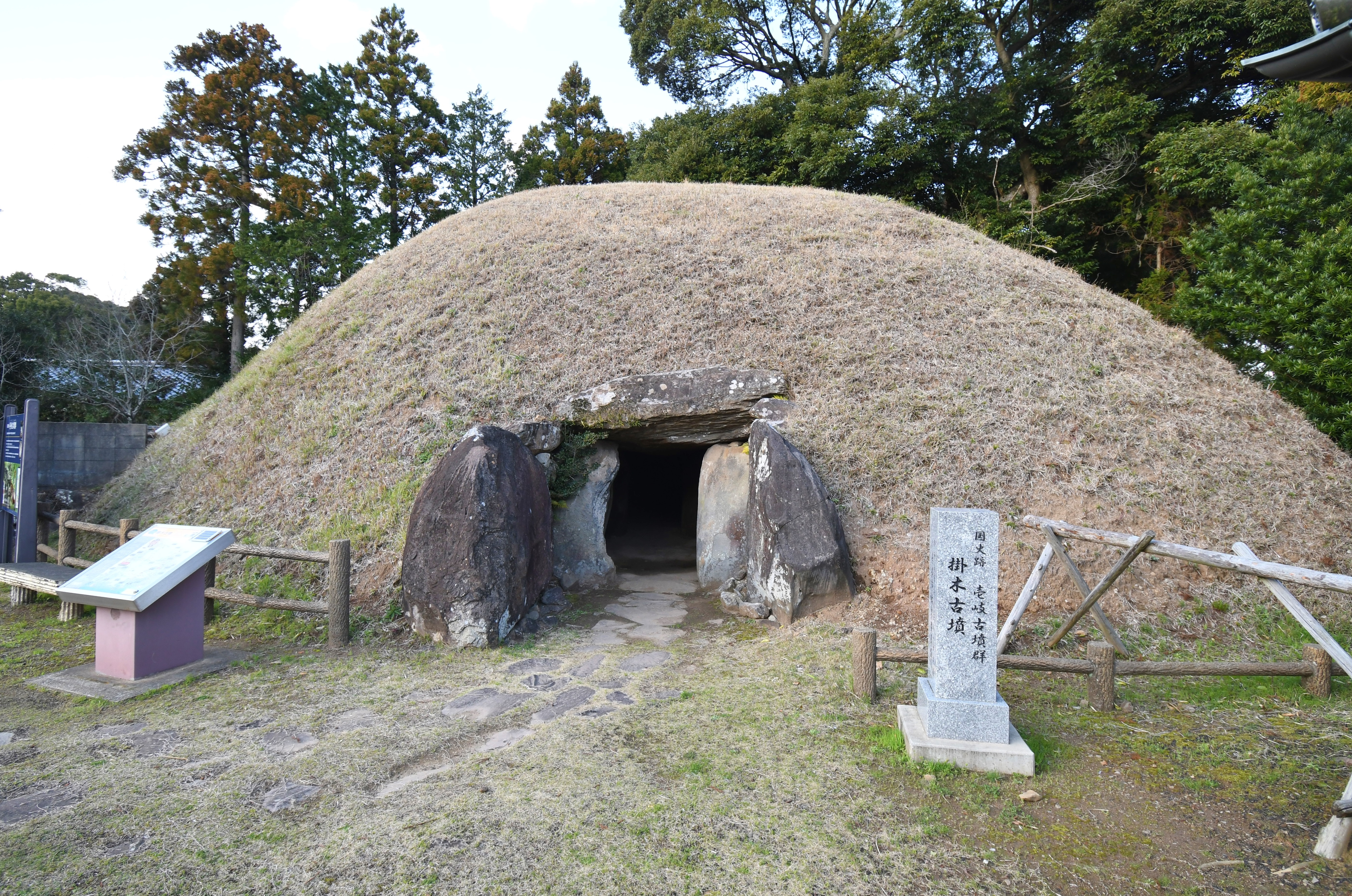
墳丘・開口部

## 文化財

### 壱岐市指定文化財
- 有形文化財
  - 掛木古墳の家形石棺（石造物）[3]

## 関連施設
- 壱岐市立一支国博物館（壱岐市芦辺町深江鶴亀触）